# Praia da Lagoinha do Leste

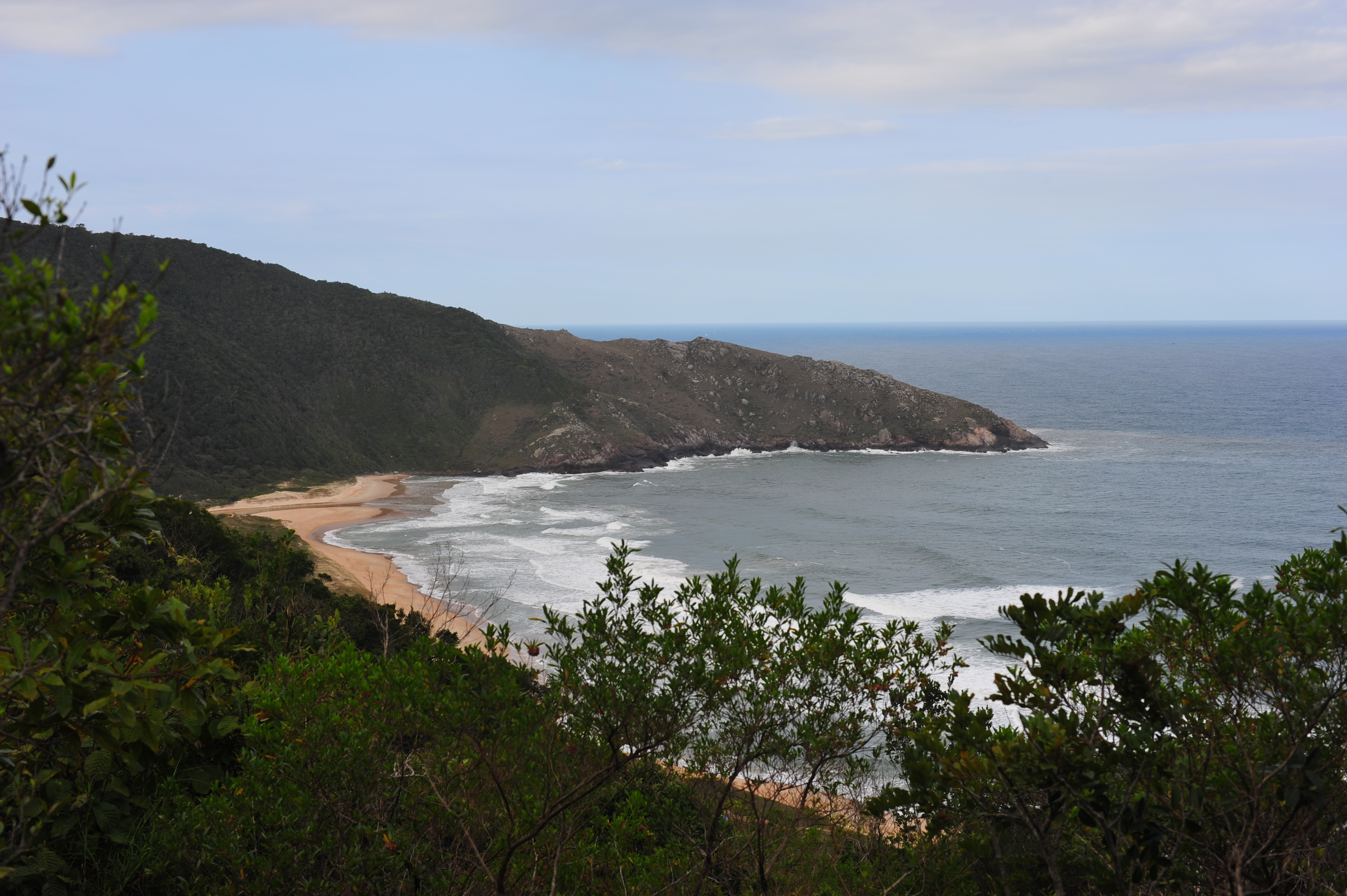
Praia da Lagoinha do Leste

Praia da Lagoinha do Leste is een strand in het zuidoosten van het eiland Santa Catarina. Het is gelegen in de wijk Pântano do Sul van de gemeente Florianópolis in het zuiden van Brazilië.
Het strand ligt tussen de Atlantische Oceaan en het meertje Lagoinha do Leste, in de vorm van een "S". Het strand ligt in het oosten van het park Parque Municipal da Lagoinha do Leste, dat een oppervlakte heeft van 453 hectare.